# Karl Segrell
Karl Gustaf Segrell, född 16 juni 1908 i Karlskrona amiralitetsförsamling i Blekinge län, död 24 juni 1976 i Barkåkra församling i Kristianstads län, var en svensk militär. Han var bror till Torsten Segrell.

## Biografi
Segrell avlade studentexamen i Karlskrona 1926. Han avlade marinofficersexamen vid Sjökrigsskolan 1929 och utnämndes samma år till marinunderintendent, varefter han befordrades till marinintendent av andra graden 1932 och till löjtnant i Marinintendenturkåren 1937. Han hade sjökommenderingar bland annat på pansarskeppet Gustaf V och på pansarkryssaren Fylgias långresa 1931–1932, varefter han var kårintendent vid Skeppsgossekåren i Marstrand 1935–1936 och var stabsintendent vid Västkustens marindistrikt 1937–1940. Han befordrades till kapten 1939, var lärare i förvaltningstjänst vid Sjökrigsskolan från 1940, var detaljchef och byråchef i Marinförvaltningen 1941–1945, befordrades 1945 till kommendörkapten av andra graden och var marin expert i 1945 års försvarskommitté. År 1946 befordrades han till kommendörkapten av första graden och var assistent hos marinöverintendenten i Marinintendenturkåren 1946–1948, varpå han tjänstgjorde på kryssaren Tre Kronor. Åren 1949–1951 var han stabsintendent hos Kustflottan, varefter han var chef för marinöverintendentens expedition 1951–1952.
År 1952 befordrades Segrell till kommendör, varpå han var chef för Intendenturförvaltningen vid Sydkustens marindistrikt 1952–1961. Han var marinöverintendent och chef för Intendenturavdelningen vid Marinförvaltningen tillika  tillförordnad chef för Marinintendenturkåren 1961–1963 samt chef för Förrådsbyrån vid Försvarets intendenturverk (FIV) och ordinarie chef för Marinintendenturkåren 1963–1965. År 1965 befordrades han till konteramiral, varefter han 1965–1968 var chef för FIV. I egenskap av chef för FIV var han samtidigt ledamot av Försvarets förvaltningsdirektion. Han var också ledamot av styrelsen för Överstyrelsen för ekonomisk försvarsberedskap 1965–1972. Åren 1968–1971 var Segrell chef för Intendenturmaterielförvaltningen i Försvarets materielverk, varpå han 1971 som viceamiral inträdde i reserven.
I en nekrolog berättas: ”Segrell insåg tidigt värdet av en ökad integration mellan försvarsgrensförvaltningarna. Redan innan riktlinjerna för en omorganisation av Försvarets intendenturmaterielverk utarbetats pläderade han som byråchef i Marinförvaltningen för uppbyggnaden av en för försvarsgrenarna gemensam förrådsorganisation. Förberedelser gjordes till gemensam nomenklatur, databokföring m m. Segrell var, ofta nog under starkt motstånd från olika håll, den drivande kraften vid omorganisationen och nedskärningen av Försvarets intendenturverk och dess inlemmande i Försvarets materielverk.”
Karl Segrell invaldes 1950 som ledamot av Kungliga Örlogsmannasällskapet och utsågs 1965 till hedersledamot. Han invaldes 1966 som ledamot av Kungliga Krigsvetenskapsakademien.

## Utmärkelser
- Riddare av första klass av Svärdsorden, 1946.[12]
- Riddare av Vasaorden, 1948.[13]
- Kommendör av Svärdsorden, 6 juni 1959.[14]
- Kommendör av första klass av Svärdsorden, 6 juni 1962.[15]
- Kommendör med stora korset av Svärdsorden, 5 juni 1971.[16]